# Frederik Leopold van Pruisen

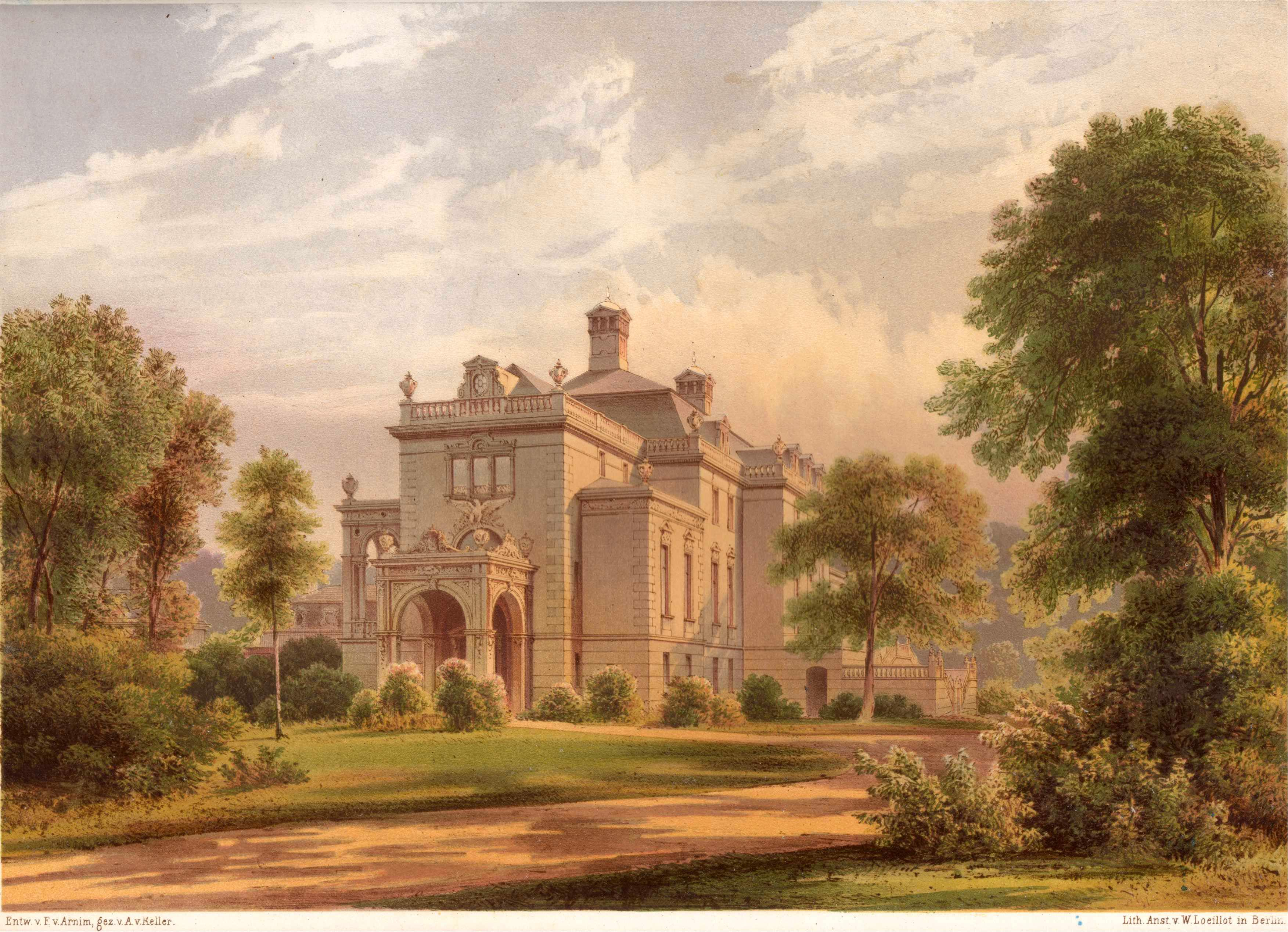
Jachtpaviljoen van het kasteel Glienicke

Joachim Karel Willem Frederik Leopold, kortweg Frederik Leopold senior van Pruisen genoemd, (Berlijn, 14 november 1865 — Krojanke, 13 september 1931) was een Pruisische prins en generaal.

## Familie
Hij behoorde tot het Pruisische vorstenhuis Hohenzollern. Zijn vader was Frederik Karel en zijn moeder Maria Anna van Anhalt-Dessau. Hij was zowel de schoonbroer als de neef van keizer Wilhelm II. Hij huwde (1889) met Louise van Sleeswijk-Holstein-Sonderburg-Augustenburg, zus van de Duitse keizerin Augusta Victoria van Sleeswijk-Holstein-Sonderburg-Augustenburg. Het koppel had vier kinderen:
- Victoria, gehuwd met Hendrik XXXIII van Reuss-Köstritz,
- Frederik Sigismund (1891-1927), gehuwd met Marie van Schaumburg-Lippe
- Frederik Karel (1893-1917)
- Frederik Leopold junior (1895–1959)

## Militair
Hij ging als tiener in het Pruisisch leger en werd als 28-jarige generaal (1893). Hij werd in datzelfde jaar commandant van het regiment Gardes du Corps van de Pruisische kurassiers. Hij was tevens ridder van de Orde van de Zwarte Adelaar. Daarnaast had hij een vooraanstaande rol in de vrijmetselarij in Pruisen.
Hij is beter bekend als een gokker en verbrasser van de familiegoederen van zijn vader en grootvader Karel van Pruisen. Zo verkocht hij kunstwerken uit het slot Glienicke en liet het kasteel zodanig verwaarlozen dat hij in een van de bijgebouwen moest wonen. Hij koos voor het jachtpaviljoen van het kasteel Glienicke. Financiële schandalen achtervolgden hem. De keizerlijke familie weerde hem en zijn echtgenote meer en meer uit het openbare leven. Zo ontsloeg keizer Wilhelm II hem in 1902 uit actieve militaire dienst en stuurde hem naar het Russisch hoofdkwartier in Mantsjoerije (1904-1905). Tijdens de Eerste Wereldoorlog bleef Frederik Leopold overigens thuis in Glienicke.
Bij de val van de Pruisische monarchie in 1918 steunde hij de volksopstand (tegen zijn familie) doch verhuisde nadien naar Lugano. In 1924 kreeg hij, als schadeloosstelling, verschillende domeinen en kastelen terug. Frederik Leopold verliet Zwitserland en begon opnieuw Pruisisch vastgoed en meubelen te verkopen.
Hij stierf in zijn villa in Krojanke, bij het toenmalige Posen. Het Pruisische gerecht had deze villa aangeslagen doch hij kon hier desondanks wonen tijdens de laatste jaren van zijn leven.

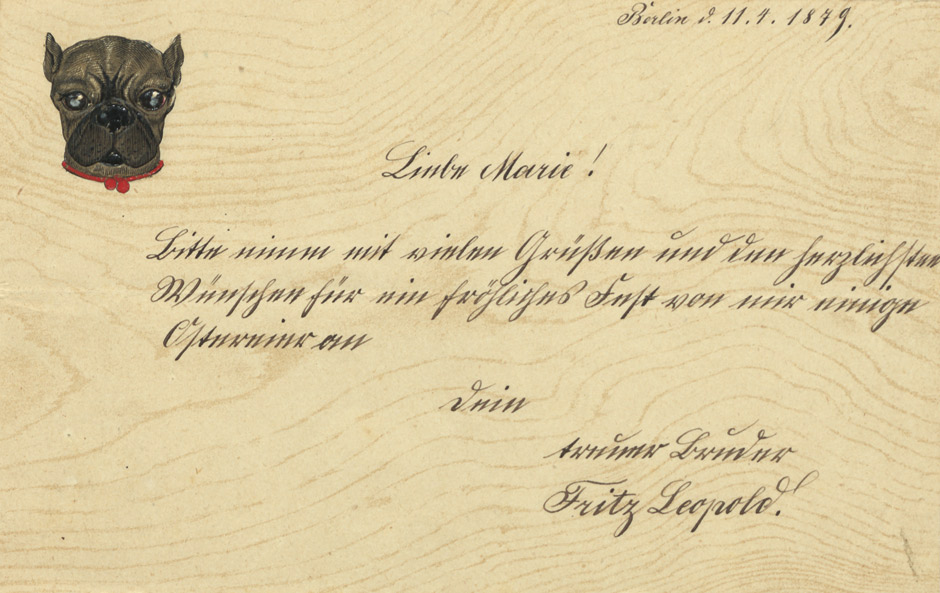
Frederik Leopold tekende als Fritz Leopold, hier in een brief naar zijn zus Marie (1879)
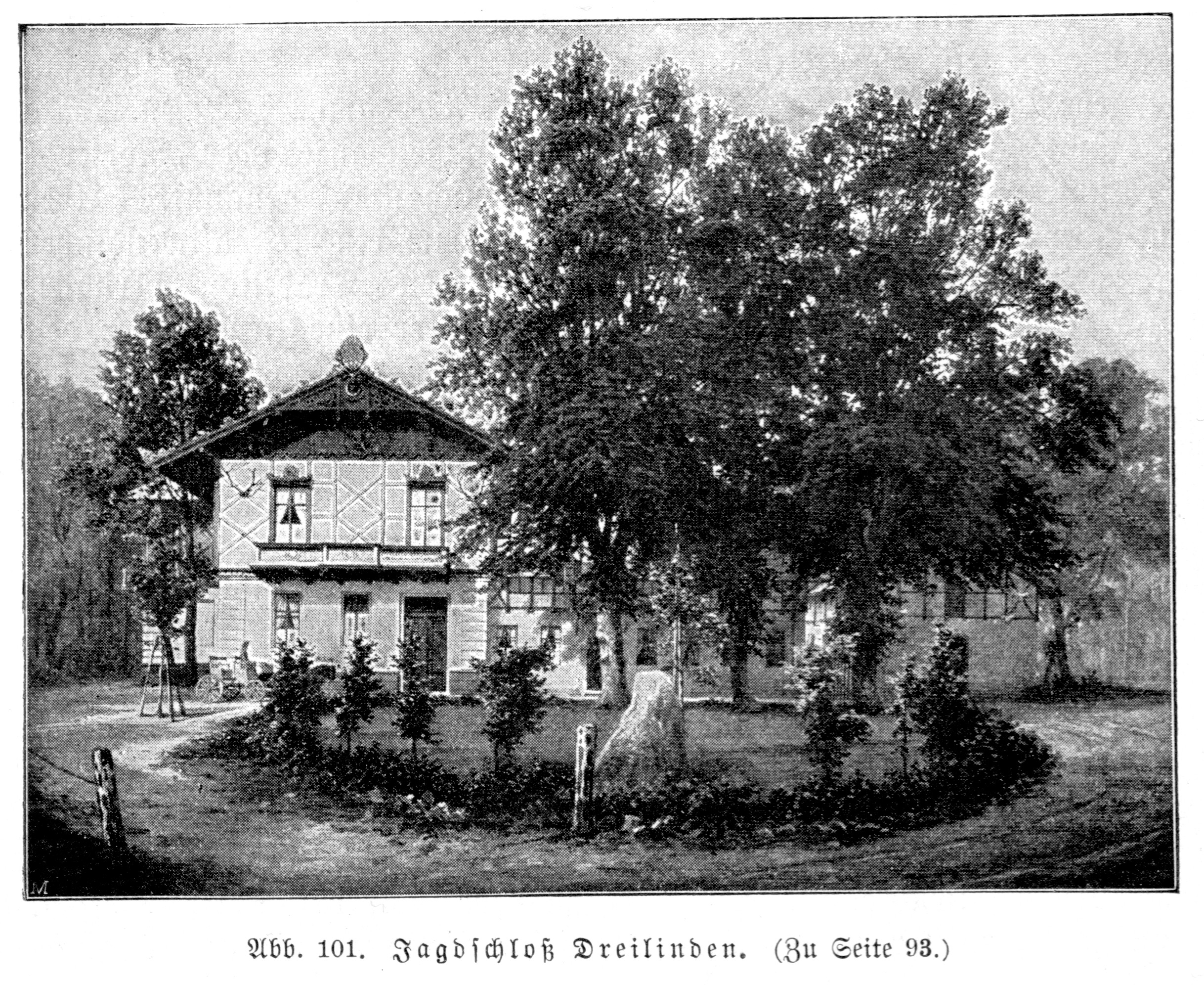
Jachtslot Dreilinden bij Berlijn, een van de eigendommen van Frederik Leopold
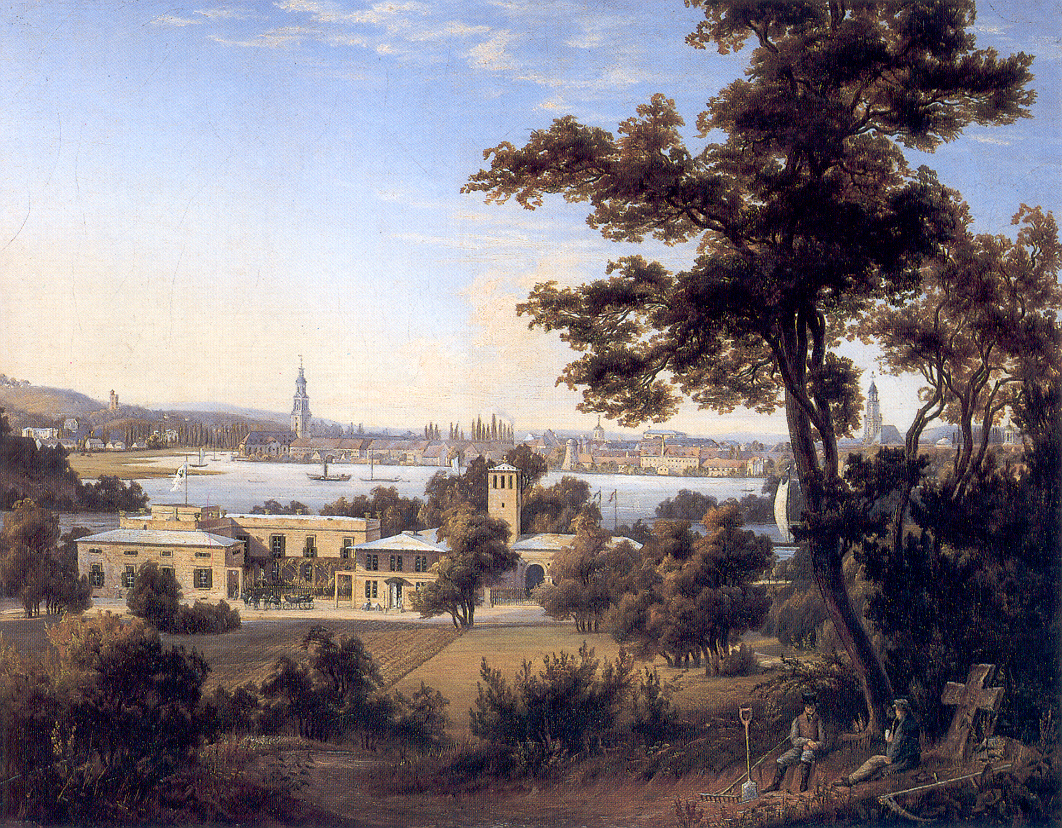
Zicht op kasteel Glienicke en op Potsdam